# Скобликов, Александр Павлович
Алекса́ндр Па́влович Ско́бликов (укр. Олександр Павлович Скобліков; 25 февраля 1929, Дружковка, Артёмовский округ — 29 января 2005) ─ советский и украинский скульптор, народный художник УССР (1976), член-корреспондент Академии искусств Украины (2000).

## Биография
Окончил Киевский художественный институт (1954, обучался у М. Г. Лысенко). Кавалер ордена «За заслуги» ІІІ степени (2004).
Умер 29 января 2005 года. Похоронен в Киеве на Байковом кладбище (участок № 49а).

## Произведения

### Памятники
- В. И. Ленину (1959) в Кривом Роге
- А. С. Пушкину (1959) в Тернополе (в соавторстве с М. К. Вронским, А. П. Олейником)
- П. И. Чайковскому (1965) в Шахтёрске
- Н. Некрасову в г. Немирове Винницкой области (1971)
- бюст Н. А. Щорса (1977) на Аллее героев в Чернигове
- бюст Антонова-Овсеенко А. В. (1973) на Аллее героев в Чернигове
- бюст Кирпоноса М. П. (1981) на Аллее героев в Чернигове
- бюст Б. Е. Патону (1982) перед научно-природоведческим музеем в Киеве
- бюст Сенько В. В. (1989) на Аллее героев в Чернигове
- мемориальная доска А. А. Гречко (1977) на фасаде здания штаба Киевского военного округа
- мемориальная доска Г. К. Жукова (1977) на фасаде здания штаба Киевского военного округа
- мемориальная доска академику Р. Е. Кавецкому на фасаде здания киевского Института экспериментальной патологии, онкологии и радиобиологии Национальной Академии Наук Украины.
- Т. Шевченко в Шалетт-сюр-Люен (Франция, 1974)
- К. Д. Ушинскому (6.11.1974) Портрет К. Д. Ушинского 06-11-1974 год
- Памятник морякам Днепровской военной флотилии (1979, в соавторстве с М. К. Вронским и архитектором И. С. Ланько)
- А. Е. Корнейчуку (1980) с. Плюты Обуховского р-на Киевской обл.
- В. Вернадскому (1981)
- мемориальная доска Н. Н. Попудренко (1981)
- принимал участие в оформлении мемориального комплекса музея Великой Отечественной войны в Киеве
- Н. Гоголю (1982) на Русановской набережной
- монумент в ознаменование воссоединения Украины с Россией («Арка Свободы украинского народа» (ранее — «Арка дружбы народов»), 1982)
- мемориальная доска Каменева С. С. (1984) на доме № 2 по ул. Командарма Каменева
- бюст Т. Шевченко и А. Церетели в Батуми (Киев, 1986)
- Ф. Г. Яновскому
- памятники Т. Шевченко — в г. Умани (1981), г. Дубне Ровенской обл. (1991), г. Нежине (1991), с. Хирове Львовской обл. (1993)
- М. Заньковецкой в г. Нежине (1993)
- мемориальные доски (В. Ремесла, 1988; А. Покрышкина, 1989)
- памятная медаль к 400-летию Б. Хмельницкого (1995).
- Лебедеву С.А (2002) на территории КПИ
- Е. О. Патону (2002) на территории КПИ
- М. Ф. Кравчуку (2003) на территории КПИ
- Л.Варынскому с. Мартыновка Черкасской обл.

### Издания
- Александр Скобликов. Альбом (1979).